# 藤大路親春
藤大路 親春（ふじおおじ ちかはる、1873年（明治6年）2月22日 - 1923年（大正12年）5月23日）は、明治から大正期の政治家、奈良華族。貴族院男爵議員。

## 経歴
藤大路家当主・藤大路納親の長男として生まれる。父の死去に伴い、1894年（明治27年）2月13日、男爵を襲爵した。
1895年（明治28年）学習院高等学科を卒業。1898年（明治31年）12月、千葉県属となり内務部第一課に配属された。1899年（明治32年）5月、東京府属に転じ内務部第一課勤務となる。
1904年（明治37年）7月10日、貴族院男爵議員に選出され、1918年（大正7年）7月9日まで2期在任した。

## 親族
- 母：慎子（しずこ、六条有言十女）[1]
- 妻：栄（さかえ、田中弘義三女、離縁）[1]
- 長男：親美（男爵、陸軍大尉）[1]
- 長女：綾子（西井一孝夫人）[1]
- 二男：親久（田中弘道養子）[1]